# Флаг Коптева
Флаг внутригородского муниципального образования Ко́птево в Северном административном округе города Москвы Российской Федерации.
Флаг утверждён 23 июня 2004 года и внесён в Геральдический реестр города Москвы с присвоением регистрационного номера ?.

## Описание
«Флаг муниципального образования Коптево представляет собой двустороннее, прямоугольное полотнище с соотношением сторон 2:3.
Полотнище флага разделено диагонально из верхнего угла, прилегающего к древку, на нижнюю, голубую и верхнюю, жёлтую части.
В голубой части помещено изображение жёлтого солнца с попеременными восемью прямыми и восемью извилистыми лучами, напоминающую розу ветров. Габаритные размеры изображения составляют 3/8 длины и 9/16 ширины полотнища. Центр изображения находится на расстоянии 5/24 длины полотнища от бокового края полотнища, прилегающего к древку, и на расстоянии 5/16 ширины полотнища от нижнего края полотнища.
В жёлтой части помещено изображение аиста натуральных цветов. Габаритные размеры изображения составляют 1/2 длины и 9/16 ширины полотнища. Центр изображения находится на расстоянии 1/3 длины полотнища от бокового края полотнища, противоположного древку, и на расстоянии 3/8 ширины полотнища от верхнего края полотнища».

## Обоснование символики
Аист в жёлтой части полотнища указывает на активную социальную работу по созданию в муниципальном образовании благоприятных условий для сохранения и укрепления семейных и родственных связей жителей, а также большое количество образовательных и воспитательных учреждений.
Солнце в голубой части полотнища символизирует духовное возрождение, выразившееся в построении православного храма Георгия Победоносца на средства жителей, а также символ красоты и ухоженности территории муниципального образования.